# Hraniční přechod Břeclav (D2) – Brodské (D2)
Hraniční přechod Břeclav (D2) – Brodské (D2), zvaný také Lanžhot/Kúty (slovensky Hraničný priechod Brodské (D2) – Břeclav (D2)), je bývalý silniční hraniční přechod na česko-slovenské státní hranici na hraničním úseku IX/31/1 -IX/31/2 (pův č.) IX/31 - IX/32 (n. č.) mezi katastrálním územím českého města Lanžhot (okres Břeclav, Jihomoravský kraj) a slovenskou obcí Brodské (okres Skalica, Trnavský kraj). Přechod leží na hraničním mostě dlouhém 877 metrů přes řeku Moravu v nadmořské výšce 152 m n. m. na dálnici D2 a evropské silnici E65; za hranicí pokračuje slovenská dálnice D2. Před zrušením byl určen pro motocykly, osobní automobily, autobusy a nákladní automobily.
Hraniční přechod byl zrušen při vstupu České republiky do Schengenského prostoru v roce 2007. V případě dočasného znovuzavedení ochrany vnitřních hranic je provoz na hraničním přechodu upraven Sdělením Ministerstva vnitra č. 395/2021 Sb.

## Historie
Po rozdělení Československa 1. ledna 1993 na dva samostatné státy byla na dálničním kilometru 56 nedaleko Lanžhota vybudována celnice pro hraniční přechod; dálnice se tak stala první dálnicí české dálniční sítě, která vedla až na státní hranici a hraniční přechod byl prvním českým dálničním hraničním přechodem. Po vstupu České republiky a Slovenska do Schengenského prostoru byl areál celnice upraven na odpočívku.